# Толок Володимир Тарасович
Володи́мир Тара́сович То́лок (25 грудня 1926, Умань Черкаської області — 11 грудня 2012, Харків) — український фізик, доктор фізико-математичних наук, член-кореспондент НАН України (з 1972 р.), заслужений діяч науки і техніки України (1978).

## Життєпис
Народився у сім'ї військовослужбовця. Батьки часто змінювали місце проживання, родина жила в Миколаєві, Павлограді, Нікополі, Кривому Розі, Дніпропетровську. У Павлограді Толок пішов до школи.
З липня 1941 року разом з матір'ю перебував в евакуації у колгоспі села Айдерля (Оренбурзька область). Разом з навчанням працював на сінокосарці. У серпні 1943 року сім'я переїхала до Махачкали, де батько працював начальником відділу інкасації банку.
В листопаді 1943 року, провчившись усього два місяці в 10-му класі, добровольцем вступив до лав Радянської армії. У 1944 році закінчив з відзнакою Об'єднану школу молодших авіаційних спеціалістів ВПС Чорноморського флоту в Новому Афоні. Служив повітряним стрілком-радистом у складі екіпажу літака-бомбардувальника в 13-му Червонопрапорному Гвардійському Констанцькому авіаційному полку 2-ї Мінно-торпедної дивізії ВПС ЧФ. Після аварії літака перебував на лікуванні у військово-морському шпиталі в Сімферополі, був демобілізований за станом здоров'я наприкінці травня 1945 року.
У вересні 1945 року повернувся до батьків у звільнений Дніпропетровськ. Склавши екстерном іспити за 10-й клас, вступив на фізико-математичний факультет Дніпропетровського університету.
У березні 1950 року був переведений на 4-й курс ядерного відділення фізико-математичного факультету Харківського університету. Лекції на ньому читали провідні співробітники Українського фізико-технічного інституту: К. Д. Синельников, А. К. Вальтер, О. І. Ахієзер, Я. Б. Файнберг та інші. Дипломну роботу виконав в ХФТІ під керівництвом Я. М. Фогеля.
У 1951 році закінчив університет та почав працювати в лабораторії прискорювальної техніки Харківського фізико-технічного інституту.
Першою роботою Толока було налагодження лінійного прискорювача протонів на енергію 5 МеВ. Перша самостійна робота — спорудження і дослідження можливостей лінійного прискорювача електронів на енергію 5 МеВ. Особливістю нового прискорювача було отримання в короткому імпульсі струму електронів, що в 10 разів перевищує відомі в той час значення, а також підвищені вимоги до фокусування пучка і ширині енергетичного спектра. Толок отримав струм електронів, що у 100 разів перевищував заданий. У 1957 році за матеріалами цієї роботи захистив кандидатську дисертацію (науковий керівник — К. Д. Синельников).
У 1956 році. в одному з експериментів під час через раптове самовмикання прискорювача отримав променеве ураження кистей рук. Упродовж 1956—1957 років проходив лікування у клініці Інституту біофізики Академії наук СРСР у Москві. Толоку було ампутовано уражені фаланги пальців. Йому було заборонено працювати з будь-яким видом іонізуючого випромінювання. Толок був змушений залишити роботу з прискорювальної технікою.
З 1958 року займався фізикою плазми і керованих термоядерних реакцій.
У 1960 році за завданням І. В. Курчатова Толок очолив нову наукову програму ХФТІ, пов'язану з розробкою основ керованого термоядерного реактора стелараторного типу «Україна» з діаметром перетину тороїдальної камери 1 метр та напруженістю магнітного поля до 70 кгс. Після смерті І. В. Курчатова у 1960 році проєкт трансформувався в серію установок «Ураган» зі значно скромнішими параметрами (перша була пущена в 1967 році).
Упродовж 1966—1987 років Толок керував всією стелараторного програмою ХФТІ, очолював відділення фізики плазми і водночас був заступником директора установи. В інституті була створена єдина в Україні і одна з найбільших в Європі експериментальна база для досліджень в області керованого термоядерного синтезу. Була споруджена серія стелараторів: «Сіріус», «Ураган-1», «Ураган-2» і «Ураган-2М». У 1970 році вперше в світі було споруджено стеларатора-торсатрона «Сатурн» з принципово новою магнітною системою. У 1982 році був побудований в той час найбільший у світі і оригінальний торсатрон «Ураган-3» і його модифікація «Ураган-3М».
За ініціативи Толока на початку 1970-х років. були розпочаті дослідження в області нерівноважної плазмохімії високих енергій. В ході цих досліджень була створена нова вакуумно-плазмова технологія нанесення покриттів способом конденсації з іонним бомбардуванням), що дозволяє в кілька разів підвищити зносостійкість ріжучого інструменту, збільшити надійність і довговічність вузлів тертя механізмів (програма «Булат»).
У 1966—1971 роках завідував кафедрою фізики плазми фізико-технічного факультету Харківського університету. У 1988 році організував в університеті вакуумно-плазмову лабораторію.
В останні роки життя багато уваги приділяв популяризації досягнень науки і техніки, публікуючи в різних виданнях статті з історії фізики. У 2009 році вийшла книга «Фізика і Харків», написана Толоком у співавторстві з В. С. Коганом і В. В. Власовим.
Був нагороджений орденами Жовтневої Революції, Вітчизняної війни II cт., «Знак Пошани», «За мужність» III ступеню і численними медалями. У 2012 році став Почесним доктором ХНУ імені В. Н. Каразіна.
Автор і співавтор понад 200 наукових праць, 18 винаходів і патентів та багатьох науково-популярних статей із сучасних проблем науки і техніки. Виховав цілу плеяду фізиків-термоядерників.
У 2006 році Толока було відзначено нагородою Distinguished Career Award міжнародного товариства дослідників з проблеми термоядерної енергії (Fusion Power Associates) — «за видатний, протягом усього життя, внесок у розвиток керованого термоядерного синтезу».

## Наукова діяльність
Сфера наукових інтересів — фізика плазми. Під керівництвом Толока створена єдина в Україні та одна з найбільших в Європі потужна експериментальна база для досліджень у галузі керованого термоядерного синтезу, споруджена серія стелараторів типу «Ураган».
Був ініціатором впровадження на установках стелараторного типу високочастотних методів отримання і нагрівання безструмової плазми.
За ініціативи Толока розпочаті дослідження в галузі нерівноважної плазмохімії високих енергій та створена нова вакуумно-плазмова технологія нанесення стійких покриттів багатофункціонального призначення. Створив власну наукову школу з фізики низькотемпературної плазми.